# Domenico della Calzada
Domenico della Calzada, al secolo Domingo Garcìa (Viloria de Rioja, ... – Santo Domingo de la Calzada, 12 maggio 1109), è stato un santo spagnolo, venerato dalla Chiesa cattolica.

## Biografia
Domingo era un giovane pastore originario della Rioja, nei pressi di Burgos; fu educato al monastero di Valvanera e volle entrare nel famoso Monastero di San Millán de la Cogolla. Quando la sua richiesta fu accolta, divenne assistente di Gregorio di Ostia, il legato pontificio, che lo ordinò sacerdote. Dopo la morte di Gregorio, nel 1048, Domenico si ritirò presso il fiume Oja per condurre una vita eremitica e assistere i pellegrini che andavano a Compostela. Si stabilì in un punto dove i pellegrini erano soliti guadare il fiume e si dedicò al loro servizio; gli abitanti della località, attirati dalla sua santa vita e dai miracoli che compiva, lo aiutarono a trasformare il percorso di pellegrinaggio, la vecchia strada romana che portava da Nájera a Redecilla del Camino, in una comoda strada (in spagnolo calzada vuol dire strada carreggiata), e a costruire un ponte sul fiume, il più famoso di tutta una serie di ponti di cui guidò la costruzione. Edificò anche una cappella dedicata a Santa Maria e un ospizio per i pellegrini.
Quando conquistò la Rioja nel 1076, Alfonso VI di Castiglia, vedendo che il diffondersi del Cammino contribuiva al suo progetto di feudalizzazione di quella zona, divenne il protettore del santo, delle sue opere e della sua città. Attorno alla capanna dell'eremita nacque come una manciata di case che divenne il burgo di Santo Domingo de la Calzada.
Alla morte di Domingo nel 1109, la popolazione era molto cresciuta. La chiesa di Santo Domingo de la Calzada, dove fu sepolto, fu elevata al rango di cattedrale poco tempo dopo.

## Culto
Le opere di Domingo in favore dei pellegrini di Santiago non terminarono con la sua morte. Molte guarigioni miracolose di pellegrini, accadute in città, si attribuiscono all'intercessione del santo. Si racconta, ad esempio, di un cavaliere francese posseduto dal demonio che fu liberato dallo spirito maligno davanti alla tomba del santo; o che Bernardo, un pellegrino tedesco del XV secolo che guarì di una infezione purulenta agli occhi durante la visita alla tomba di santo Domingo. Oggi, nove tavole dipinte decorano una parete della cattedrale e narrano i miracoli del santo. All'interno della cattedrale si trova un pollaio, la cui presenza è legata ad una tradizione
La Chiesa cattolica lo considera un santo e lo ricorda il 12 maggio:
(Martirologio Romano)